# الزي الإسلامي في أوروبا

حظر البرقع في دول القارة الأوروبية. الخريطة مُحدثة اعتبارا من 2025
حظر وطني: دول تحظر على النساء ارتداء البرقع أو النقاب في الأماكن العامّة في كامل التراب الوطني
حظر محلي: دول تحظر على النساء ارتداء البرقع أو النقاب في الأماكن العامة في بعض المدن والولايات فقط
حظر جزئي: دول تحظر جزئيا على النساء ارتداء البرقع أو النقاب في الأماكن العامة

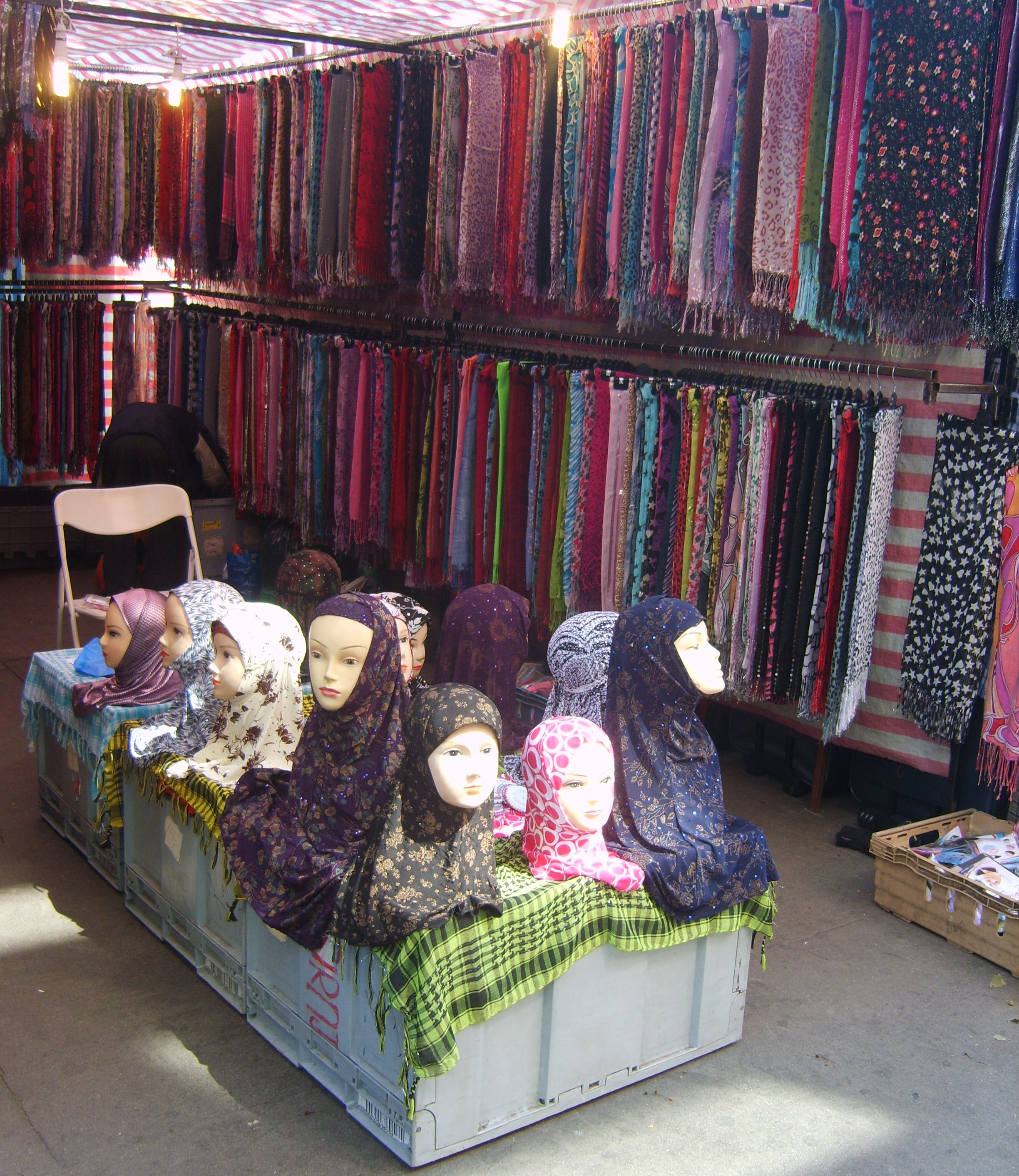
حجاب للبيع في سوق وايت تشابل في العاصمة البريطانية لندن

الزي الإسلامي في أوروبا هي مجموعة متنوعة من أغطية الرأس التي ترتديها النساء المسلمات. أصبحت من أبرز رموز الإسلام في أوروبا الغربية. لقد أدى الحجاب في بعض الدول الأوروبية إلى سجالات سياسية ومقترحات فرض حظر قانوني. في الحقيقة تحظر بعض الدول ارتداء النقاب أو البرقع في الأماكن العامة بل تُفكر أخرى في حظره في كل الأماكن. لكن وفي المقابل فهناك بلدان أخرى تُناقش تشريعات مماثلة من أجل فرض محدود على مثل هذه الألبسة. بعض البلدان لا تفرض الحظر إلا عندمَا يتعلق الأمر بنوع الألبسة التي تُغطي الوجه بكامله مثل البرقع والنقاب في حين تفرض بلدان أخرى الحظر على كل الألبسة التي تُغطي الشعر بما في ذلك الحجاب.
على الرغم من أن دول البلقان وأوروبا الشرقية تضم عددًا كبيرًا من المسلمين الذين يُعدون السكان الأصليين في الكثير من تلك الدول، إلا أن مسألة الزي الإسلامي عادة ما ترتبط بقضايا الهجرة وموقف الإسلام من المجتمع الغربي. في تشرين الثاني/نوفمبر 2006 أكد المفوض الأوروبي فرانكو فراتيني أنه لا يؤيد فرض حظر على البرقع، ليكون بذلك هذا هو أول بيان رسمي بشأن مسألة حظر الزي الإسلامي من المفوضية الأوروبية في الاتحاد الأوروبي. أسباب حظر هذا الزي تختلف من دولة لأخرى، لكن الحظر القانوني الذي يشمل الملابس التي تُغطي الوجه عادة ما يتم تبريره لأسباب أمنية مثل تدابير مكافحة الإرهاب.
في عام 2006؛ أثار رئيس الوزراء البريطاني توني بلير الجدل عندما أدلى بتصريح فُهم على أنه يُعارض فيه الحجاب وكل الأزياء الإسلامية، أكد توني في الوقت ذاته على أن الرموز المرئية خارجَ الثقافة المسيحية تتعارض مع الهوية الوطنية في الدول الأوروبية التي يفترض أن تتمتع بثقافة مشتركة.
يتم التركيز في فرنسا وتركيا على الطبيعة العلمانية للدولة ورمزية الزي الإسلامي؛ لذلك تم حظر اللباس الإسلامي في مؤسسات الدولة (محاكم الخدمة المدنية) خاصة في فرنسا التي تمنع المعلمات والأستاذات من ارتداء الزي الإسلامي داخل المدارس الابتدائية والثانوية لكنها تتجاهل الجامعات أو بالأحرى تسعى من إثارة الجدل مجددًا حول العنصرية ومعاداة الإسلام في حال ما تم تطبيق مثل هذه القرارات حتى في الجامعات التي يكثر فيه أبناء وبنات المهاجرين والمهاجرات من الطائفة المسلمة. يشمل حظر ارتداء الحجاب في بعض البلدان الأخرى التي تعتبر أقل إثارة للجدل مثل هولندا التي تحظر ارتداء الحجاب الإسلامي على أساس حيادية الدولة. لكن وفي المقابل هناك دول أخرى تتعلل بأسباب مغايرة أيضا مثل المملكة المتحدة التي تحظر ارتداء النقاب في بعض المهن المُحددة مثل التدريس كون التواصل وجها لوجه أمر مطلوب في مثل هذه المهن. يرى المُسلمون وبعض غير المسلمين أن هذا الحظر أمر خاطئ كون اللباس يُعد من الحريات المدنية ولا يجب على الدولة التدخل والتحكم فيه. في استطلاع للرأي العام جرى في مدينة لندن وحدها؛ ظهر أن 75 في المئة يدعمون «حق جميع الأشخاص ف اللباس وفقاً لمعتقداتهم الدينية». لكن وفي المقابل؛ فقد أظهرت نتائج أحدث استطلاع للرأي في المملكة المتحدة من قبل مركز بيو للأبحاث أن 62% يوافقون على فرض حظر على الحجاب الكامل مُقابل 82% في فرنسا و71% في ألمانيا ثم 59% في إسبانيا.
تم تقديم طعن في القانون الفرنسي ضد تغطية الوجه في الأماكن العامة والمعروف باسم «حظر البرقع». وصل الطعن إلى حد «اقتياد» القانون نحوَ المحكمة الأوروبية لحقوق الإنسان من أجل إعادة النظر فيه لكنّها أيدته -في تصرف مفاجئ- يوم 1 تموز/يوليو 2014 وقبلت حجة الحكومة الفرنسية المُمَثلة في «فكرة العيش معا». هناك حاليا 6 دول في أوروبا تحظر النقاب وهي النمسا، والدنمارك، وفرنسا، وبلجيكا، ولاتفيا ثم بلغاريا.

## وجهات النظر
تختلف أسباب الحظر من دولة لأخرى، لكن غالبَا ما يتمر تبرير الحظر القانوني للأزياء الإسلامية لأسباب أمنية مثل مكافحة الإرهاب. ومع ذلك؛ فعادة ما تثير هذه المواضيع جدلا كبيرًا لدرجة الاستقطاب بين المسلمين ومجتمعات أوروبا الغربية.
يرى بعض النقاد المعاديين للإسلام أن اللباس مسألة تضارب قيم وصراع حضارات. هؤلاء النقاد -أبرزهم الناشطة الحقوقية أيان حرسي علي- يرون أن الإسلام يتنافى مع قيم العالم الغربي؛ على الأقل في شكله الحالي. كما يدعون إلى قيم التنوير والليبرالية بما في ذلك العلمانية والمساواة بين النساء. بالنسبة لمثل هؤلاء النقاد؛ البرقع أو النقاب كلاهما رمز من رموز «الدين الظلامي» واضطهاد المرأة، كما يؤيديون هذا الحظر بل يدعمونه في بعض الحالات بغض النظر عما إذا كانت المرأة هي من اختارته من تلقاء نفسها أم لا.

### ألبانيا
فرضت ألبانيا حظرًا على الحجاب وذلك بشكل تدريجي بهدف جعل ألبانيا «دولة أوروبية» وتعزيز التعاون بين الدين والدولة ناهيك عن رغبة المثقفين العلمانيين الألبانيين في بناء مجتمع متعدد الطوائف.
تعود الحركة الإسلامية الإصلاحية في ألبانيا إلى ما قبل الحرب العالمية الأولى باعتبارها إستراتيجية «لتحديث الإسلام» ومواجهة أنشطة المبشرين المسيحيين في الدين والتعليم. ولذلك فإن الإصلاح كان يركز على العلم والتعليم العلماني كما اهتم بالنساء كوسيلة «تحديث» للإسلام في ألبانيا وجعلها دولة ذات أهمية في السياق الأوروبي والعالمي؛ ومع ذلك لم يكن هناك تقدم مهم حتى بعد الحرب العالمية الأولى.
بعد الحرب العالمية الأولى والانتشار العثماني في ألبانيا؛ صار المسلمون يُشكلون 70% من سكان الدولة مقابلَ 20% من الأرثوذكس و10% فقط من الكاثوليك، وخلال حروب الدولة من أجل الاستقلال؛ قام صناع القرار بخطوات حاسمة من أجل علمنة المجتمع والنظام التعليمي. على الرغم من كل هذا فلا زال المسلون يُشكلون الغالبة في هذه الدولة الأوروبية ناهيك عن المواطنين من دون ديانة والذي تحولوا بهدف تعزيز الشعور الوطني في أوساط السكان الذين تم تقسيمهم إلى مجموعات دينية مختلفة.
بعد الحرب العالمية الثانية؛ أصبحت ألبانيا في ظل حُكمٍ النظام الشيوعي الذي حظرَ كل الطوائف والشعارات الدينية مدعياً أن الدين يُقسم السكان الألبان. حكم «الدكتاتور» خوجا دولة ألبانيا منذ ما يقرب من 5 عقود ثم تحوّلت عام 1990 إلى دولة ديمقراطية. ومع ذلك فإن الدولة الديمقراطية الجديدة قد ناضلت ولا تزال تُناضل من أجل مجموعة من الأمور وهذا ما صعّب مسألة انصمامها إلى الاتحاد الأوروبي. بالرغم من كل هذه المشاكل الاجتماعية والدينية والسياسية وغيرها فإن استطلاعات الرأي تُظهر أن الألبان مُستامحون جدا نحو الأديان الأخرى وذلك نتيجة الحظر المستمر على الدين في عهد خوجا مما اضطرهم إلى التعايش مع الجماعات الدينية الأخرى من أجل توحيد الأمة. اليوم لم تتخد الحكومة الألبانية أيا منَ القوانين التي تحد من اللباس الإسلامي في الأماكن العامة، ومع ذلك فإن لمديري المدارس الحق في وضع معايير «الملابس المناسبة» التي قد تشمل حظر عرضِ الرموز الدينية بما فيها الحجاب. نفس الحالة يتم تطبيقها على معظم مؤسسات الدولة والمؤسسات العامة التي لا تسمح بارتداء الحجاب وتُبرر ذلك بأن الدولة علمانية ويجب أن تبقى كذلك.

### النمسا
أصبحت النمسا أحدث الدول الأوروبية التي تقوم بحظر ارتداء النقاب في الأماكن العامة وذلك بعدما سنت القرار مطلع عام 2017. يأتي هذا القرار كصفقة من أجل إنقاذ الحكومة على خلفية الاحتجاجات التي طالبتها بالاستقالة والرحيل.
حظرت الدولة النمساوية النقاب والبرقع في المحاكم والمدارس، كما تُحقق الحكومة في إمكانية حظر الحجاب على النساء العاملات في الخدمة العامة. الحظر هو جزء التغييرات التي أجراها حكم الحزب الديمقراطي الاجتماعي النمساوي اليميني المتوسط بمشاركة حزب الشعب النمساوي لتجنب انهيار التحالف الحكومي الذي من شأنه أن يجبر الدولة على إجراء انتخابات مبكرة.
فقط 100 إلى 150 امرأة تستطيع وقادرة على ارتداء النقاب في النمسا وفقا لصحيفة الغارديان. وقال متحدث باسم الحكومة إن الحظر سيطبق إلى الوجهات السياحية مثل منتجعات التزلج على الجليد في المناطق الحضرية في مدينة فيينا. كما يُؤكد مسؤولون في الحكومة أن هذا الحظر سيسري في صفوف موظفي الخدمة المدنية في المناصب التنفيذية مثل القضاة والمدعين العامين في الدولة. ليس هذا فقط؛ فالدولة منعت العاملين في مثل هذه المناصب من ارتداء الملابس -أو أي إشارات أخرى- تُشير إلى انتمائهم الديني. ومع ذلك فقد نأت وزارة العدل بنفسها عن الاقتراح مؤكدة على أن المبادئ التوجيهية هي بالفعل لها علاقة بالملابس في المحكمة.
في عام 2017؛ تمَّ فرض حظر قانوني على الملابس الإسلامية التي تُغطي الوجه بالكامل وقد اعتُمد مشروع القرار هذا من البرلمان النمساوي.

### بلجيكا
فرضت العديد من البلديات البلجيكية قوانين تمنعُ تغطية الوجه بالكامل كما حظرت أخرى ارتداء النقاب والبرقع في الأماكن العامة. تُعد بلدة ماسايك أول من طبق قانون الحظر هذا في تشرين الأول/أكتوبر 2004. أثار هذا القانون فعلياً الكثير من الجدل خاصة بعدما غرّمت السلطات في بلجيكا السيدة خديجة الوزاني -زوجة خالد بولودو الذي تعتبره الدولة البلجيكية منسق مجموعة مقاتلين مغاربة لهم صلة بالإرهاب- مبلغ 75 يورو في نيسان/أبريل 2005 على خلفية ارتدائها للبرقع بالرغم من بدء سريان القانون. في عام 2006؛ أيدت المحكمة ما قامت به الشرطة بخصوص خديجة وإرغامها على دفع الغرامة المالية المحددة. بحسب رئيس بلدية ماسك المسيحي كريمرز فإنه قد تلقى 5 شكاى حول 5 أو 6 نساء في ماسيك قد «تسببن في مشاعر انعدام الأمن» من خلال ارتدائهن للبرقع بالرغم من حظره. صرّح رئيس البلدية في وقت لاحق حول موضوع الوزاني وطلب منها التوقف عن ارتدائه لكنها لم تفعل.
في أواخر عام 2004 طلبَ كريمرز من مارينو كولِن وزير الداخلية في الحكومة الفلمنكية خلق معيار لحظر البرقع ومن ثم إرسال هذا المعيار إلى جميع الـ 308 بلدية في فلاندرز. تنص اللائحة على أن الأشخاص في الشارع العام وفي المباني العامة يجب أن يُظهرون وجوهم وشخصيتهم الحقيقية بغض النظر عن الانتماءات الدينية وذلك بهدف «حماية النظام الاجتماعي» كما يُحظَر تغطية الجبين والخدين والعينين والأذن والأنف والذقن.
في 31 آذار/مارس 2010 وافقت لجنة الدائرة الداخلية في بلجيكا بالإجماع على التشريعات الجديدة التي تهدف إلى حظر على ارتداء البرقع في الأماكن العامة. تم قبول هذا الاقتراح من قبل النواب في 27 نيسان/أبريل 2010 حيث لم يُمانعه سوى اثنين فقط من أعضاء النواب في البرلمان الفلمنكي. تم التصويت على القانون في نهاية المطاف من قبل دوائر الاتحاد البرلماني وذلك بحلول 28 نيسان/أبريل 2011 بعدما كانت العملية البرلمانية قد توقفت بسبب الانتخابات في حزيران/يونيو 2010. انتقدت منظمة العفو الدولية بروكسل على هذا التشريع المقترح مشيرة في الوقت ذاته إلى أن «هذا القانون يتم سنّه من أجل مكافحة التمييز ضد المرأة، في حين أنه هو عمل من أعمال التمييز في حد ذاته»، أمّا بي بي سي فقد قدرت أن حوالي 30 امرأة ترتدي هذا النوع من الحجاب في بلجيكا التي يبلغ عدد سكانها حوالي نصف مليون نسمة.

### البوسنة والهرسك
تمنعُ دولة البوسنة والهرسك المحامين والمدعين العامين وغيرهم من العاملين في المؤسسات القضائية من ارتداء الحجاب أثناء العمل، وينطبق هذا الحظر على «الرموز الدينية» لجميع الأديان، كما لا يُسمح للمشاركة في جلسات الاستماع ارتداء النقاب.

### بلغاريا
في عام 2016، تمّ فرض حظر قانوني على الملابس الإسلامية التي تُغطي الوجه وقد اعتمد البرلمان البلغاري مشروع القرار.

### إستونيا
يُسمح -في الوقت الحالي- في إستونيا بارتداء الزي الإسلامي بما في ذلك البرقع في الأماكن العامة، لكن وزارة العدل بصددٍ إعداد مشروع قانون من شأنه حظر ارتداء البرقع أو النقاب في الأماكن العامة مثل المكاتب الحكومية والمدارس والمستشفيات.

### الدنمارك
حظرت دولة الدنمارك ارتداء النقاب أو البرقع ابتداء من 1 آب/أغسطس 2018. برّرت الحكومة ما قامت به بالتعليل بحادث الصحافي الذي ارتدى البرقع ثم تمكن من تجاوز خط الأمن في مطار كوبنهاغن دون أن تتمكن الشرطة من معرفة هويته. أكدت الحكومة بعد هذه الواقعة أن زوار المطارات من النساء والرجال في حاجة إلى كشف وجوههم للقوات الأمنية بغض النظر عن سبب ارتدائه.
لطالَما شكل موضوع الحجاب لقمة سائغة في دولة الدنمارك، ففي عام 2006 أثارت أسماء عبد الحميد الجدل الكبير عندما تم استضافتها في برنامج تلفزيوني وهي ترتدي الحجاب. استمر الجدل في العام التالي عندما أعلنت نيتها الترشح لمنصب في للبرلمان. تساءلّ عضو البرلمان سورين كراربور من حزب الشعب الدنماركي ما إذا كان ارتداء الحجاب في البرلمان الدستوري يُعد ديمقراطية شمولية أم لا؛ ثم قارنَ هذا بالصليب المعقوف في النازية والمطرقة والمنجل في الشيوعية.
في نيسان/أبريل 2007 طلب مجلس مدينة أودنسي من وزيرة الأسرة وشؤون المستهلك في الدنمارك بإحالة امرأة مسلمة إلى القضاء بسبب أنها رفضت خلع حجابها. جدير بالذكر هنا أنَّ أغلبية البرلمان مستعدون للتوقيع على مشروع قانون يحظر ارتداء النقاب والبرقع والحجاب في الأماكن العامة أو في أماكن العمل. في أيار/مايو 2008 قرّرت الحكومة الدنماركية أن القضاة في المحاكم يجب أن يكونوا على حياد كما يجب إخفاء رموزهم الدينية بما في ذلك الصلبان، الكيباه والحجاب. اعتمدت الحكومة الدنماركية في خريف عام 2017 قانون يحظر ارتداء «الملابس التي تُخفي الوجه»، وتم اعتماد هذا القانون من قِبل البرلمان الدنماركي بحلول 31 أيار/مايو 2018.

### ألمانيا

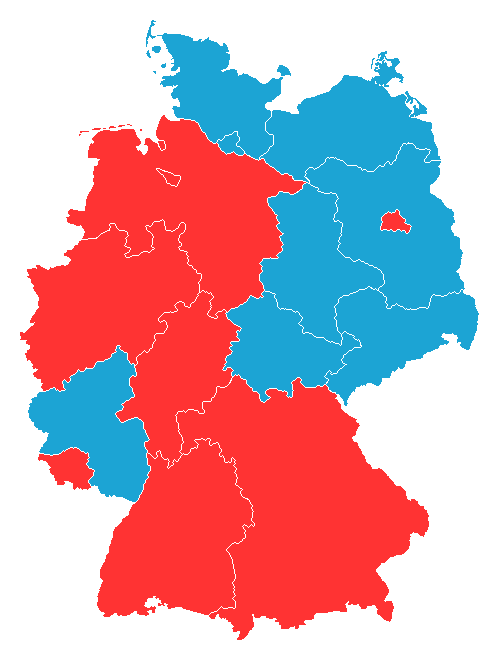
الولايات باللون الأحمر هي تلك التي تحظر ارتداء النقاب في المدارس.

تفرضُ ثماني ولايات في ألمانيا من أصل 16 قيودا على ارتداء الحجاب في المدارس: أولا بادن-فورتمبيرغ، ثم بافاريا، هسن، سكسونيا السفلى، سارلاند، ولاية بريمن، شمال الراين-وستفاليا وبرلين. بالنسبة لهذه الأخيرة فقد حظرت برلين جميع الرموز الدينية في المؤسسات العامة بما في ذلك الصليب والكيباه.
تحظر خمسة من هذه الولايات الملابس الدينية باستثناء الرموز الدينية المسيحية: بادن-فورتمبيرغ، سارلاند، هسن، بافاريا ثم شمال الراين-وستفاليا. في ولاية بادن فورتمبيرغ؛ ممنوع على المعلمات ارتداء الحجاب ولكن يسمح للمعلمات المسيحيات بارتداء الملابس المسيحية مثل الراهبة. أيدت بعض محاكم الدولة الطعن في حظر الرموز الإسلامية خاصة أن الراهبات يسمح لهن بالتدريس بكل حريّة، لكن حكومة الولاية قد استأنفت القرار. بالنسبة لشمال الراين-وستفاليا فهي الأخرى مماثلة لتلك التي في بادن-فورتمبيرغ. في بافاريا يُسمح للراهبة كذلك بالتدريس لكن الحجاب يتم منعه.
النظام التعليمي في ألمانيا مُغاير نسبيا عن باقي دول العالم؛ حيث تُعتبر كل ولاية مستقلة بنفسها ولا تشملها قرارات وزارة التربية والتعليم. في أيلول/سبتمبر 2003 حكمت المحكمة الدستورية الاتحادية أن قوانين كل ولاية يُمكن أن تكون مختلفة عن أخرى بما في ذلك قرار حظر ارتداء الحجاب الإسلامي في المدارس؛ وزادت الأمور تعقيدًا عندما أكدت المحكمة أن هذا الحظر لا ينتهك حرية الدين بل يُساهم في حمايتها.
في واحدة من الحوادث الكثيرة التي تنطوي على الزي الإسلامي في ألمانيا، تم توقيف طالبتان كردية وتركية من الدراسة مؤقتا بعدما دخلا مدرسة في بون مُرتدين البرقع. جاء قرار التوقيف مع وقف التنفيذ بتهمة «تعكير صفو السلام.» حينها ألغى وزير المالية الألماني زيارة إلى المدرسة، تم طلب من جهاز المخابرات فتح تحقيق في الموضوع. وضّح هذا الحادث حساسية ارتداء الزي الإسلامي في ألمانيا وخاصة في المدارس. دعا وزير العدل بريغيته تسيبريس إلى معيار الزي المدرسي الموحد لكنه أثار جدلا دون أن يشعر كون هذا الزي يُذكر بالنازية وشباب هتلر في ألمانيا الشرقية.
في عام 2004؛ تحدث رئيس ألمانيا، يوهانس راو عن مسألة الحجاب وطبيعة الدولة الألمانية ثم قارنها باللائكية في الدولة الفرنسية حيث قال:
أخشى أن يكون حظر الحجاب خطوة أولى في طريق الدولة اللائكية التي تحظر الإشارات والرموز الدينية في المجال العام. لا أريد أن أرى ذلك، أريد أن أرى ألمانيا في مظهر أفضل.
تُمنع النساء في ألمانيا كذلك من ارتداء البرقع أو النقاب أثناء السياقة وقيادة السيارات وذلك لأسباب تتعلق بالسلامة على الطرق. أكدت وزارة النقل الاتحادية أن هناك حظر موجود فعلاً بحكم الأمر الواقع. عاد موضوع الحجاب للتداول في ألمانيا عام 2006 حينما طلبت المواطنة التركية ديليغوز إيكن من زميلاتها المسلمات على خلع الحجاب كوسيلة لإظهار استعدادهن للاندماج في المجتمع الألماني. أثار نعيم شكير الناشط المسلم في ألمانيا مخاوف أخرى تتعلق بمنع الحجاب؛ حيث أكد على أن هذا التصرف يزيد من التمييز ضد المرأة المسلمة ويُفاقم مشكلة اندماجها في المجتمع الحديث. بالنسبة لنعيم؛ ففرض حظر على الحجاب يُؤثر بشكل كبير على النساء خاصة عندما يتم طردهن من الوظائف وإجبارهن على تقبل الصراع الحاد بين الأسرة والمجتمع الأمر الذي يضع عبئا ثقيلًا جدًا على كاهل المرأة المسلمة مقارنة بالرجل. يدعو نعيم كذلك إلى التركيز على قضايا أخرى مثل التعليم أكثر من «التحرر» ومحاولة التحكم في لباس المرأة.

### فرنسا
صدر قانون في فرنسا عام 2004 يحظر الرموز الدينية في المدارس. توسّع هذا القانون في وقت لاحق ليشمل جميع الملابس التي تدل على دين أو تُشير لرمز ما. عادة ما يتم تبرير هذا الحظر كإجراء لضمان علمانية الدولة فضلا عن حيادية الدين داخل الدولة – يُعرف هذا باسم مبدأ اللائكية. أيد الرئيس الفرنسي جاك شيراك في كانون الأول/ديسمبر 2003 قانونا جديدا يحظر صراحة أي «علامة مرئية تدل على الانتماء الديني» لتعزيز روح العلمنة. تم إقرار القانون من قِبل البرلمان الفرنسي في آذار/مارس 2004.
في الوقت الحالي؛ يحظر القانون الفرنسي ارتداء أي ملابس قد تُشير لدين مرتديها للطلاب لكن وبالرغم من ذلك فالتعليمات الوزارية والرقابة تستهدف بالخصوص الأزياء الإسلامية بما في ذلك الحجاب، البرقع والنقاب مقارنة بباقي الرموز الدينية التي عادة ما تثير أي جدل أو ضجة في الداخل الفرنسي. صدرت في العقد الثاني من القرن الحادي والعشرين بعض التعليمات التي تمنع المدرسات -وحتى المدرسين- من ارتداء الصلبان الصغيرة، نجمة داود أو الخمسة، إلا أن هذه التشريعات لا تنطبق على الآباء أو الطلاب الذين يدرسون في الجامعات، غير أن المعلمين وغيرهم من العاملين في المدرسة يحظر عليهم عرض انتمائهم الديني على أساس «الخدمة العامة والحياد». تم تطبيق سياسات مماثلة أحيانا في مؤسسات الدولة مثل العاملين في المستشفيات العامة.
يتعلق في المقام الأول في فرنسا بالحجاب الإسلامي باعتباره رمزا من رموز الدين الذي يتحدى علمانية الدولة، بل هناك من يعتبره تبعية فقط في حين يرى آخرون أنه يُشكل مخاطر أمنية وبالتالي يجب منعه. بالنسبة للقانون الذي صدر في عام 2004؛ فهو لم يتحدث صراحة عن موضوع ارتداء الزي الإسلامي في الشارع العام إلا أنه تطرق لهذه المسألة فيما بعض مدرسات ومدرسي التعليم العالي أو منشآت التعليم الخاص.
في 22 حزيران/يونيو 2009؛ ذكَر رئيس فرنسا نيكولا ساركوزي أن البرقع هي «غير مرحب به» في فرنسا معلقا في الوقت ذاته: «في بلادنا؛ لا يمكنُ أن نقبل أن تكون المرأة سجينة خلف حجاب بدعوى أنه قطعة من الحياة الاجتماعية خاصة أنها محرومة من هويتها.» قامت بعد ذلك الجمعية الوطنية الفرنسية بتعيين 32 من المشرعين من الأحزاب اليسارية لمدة ستة أشهر من أجل تقصي الحقائق للنظر في سبل تقييد استخدام الزي الإسلامي. قدمت المجموعة في 26 كانون الثاني/يناير 2010 تقريرها الذي تم الاتفاق عليه من قبل ستة أصوات مقابل ستة عارضوه -وبالتالي فإن صوت الرئيس سيكون هو الحاسم- من أصل عشرين عضوا في لجنة التصويت. تضمن التقرير مجموعة من المٌعطيات بما في ذلك عدم السماح للمرأة بارتداء البرقع عند الوصول إلى مكان الخدمات العامة.
أصبح بحلول أيلول/سبتمبر 2010 من غير القانوني ارتداء أغطية الوجه إلا في مكان العمل مع بعض الشروط، كما أصبحَ من غير القانوني ارتداء البرقع في الأماكن العامة في فرنسا. تم سن مشروع القانون وتم الاتفاق على كل بنوده بما في ذلك دفع غرامة قدرها 150 يورو في حالة ما ارتدت سيدة ما الحجاب مقابل 30.000 يورو للرجال الذين يُجبرون زوجاتهم على ارتداء الحجاب مع ما يصل إلى سنة واحدة في السجن. تم تمرير القانون في مجلس الشيوخ فصوّت عليه 246 شخصًا مقابل معارضة واحد. صدرت أول غرامة في 22 أيلول/سبتمبر 2011. تم الطعن في القانون ثم اقتيد إلى المحكمة الأوروبية لحقوق الإنسان التي أيدت القانون بدل أن تُعارضه وذلك بحلول 1 تموز/يوليو 2014. قبلت المحكمة الأوروبية بحجة الحكومة الفرنسية التي تقوم على «فكرة العيش معًا».